# Cerovec (gmina Dolenjske Toplice)
Cerovec – wieś w Słowenii, w gminie Dolenjske Toplice. W 2018 roku liczyła 45 mieszkańców.